# 卑金属
卑金属（ひきんぞく、base metal）は、空気中に放置するときに酸化しやすく、水分や二酸化炭素などによって容易に侵食される金属のこと。｢ベースメタル」｢コモンメタル」などの別名がある。また、同音の非金属とは意味が異なる。一般的には貴金属が対義語とされている。

## 語源
卑金属の名称は、卑金属がイオン化しやすく、イオン化傾向が高いという特徴から来ている。
また、その名前は大量に産出する安い金属ということから来ているとするものもある。

## 定義
卑金属という言葉は古来、金と銀以外の金属全般を指していた。しかし、現在は他の定義も存在している。
化学
化学の世界では、卑金属は空気中で熱したりすると容易に酸化される金属を指す。この定義の場合、アルカリ金属、アルカリ土類金属、アルミニウム、亜鉛などがこれに属する。
貿易
貿易分野においては、貴金属か卑金属かの是非によって関税にも影響が出るため、明確な基準として、鉄、銅、ニッケル、アルミニウム、鉛、亜鉛、すず、タングステン、モリブデン、タンタル、マグネシウム、コバルト、ビスマス、カドミウム、チタン、ジルコニウム、アンチモン、マンガン、ベリリウム、クロム、ゲルマニウム、バナジウム、ガリウム、ハフニウム、インジウム、ニオブ、レニウム、タリウムの28の元素のことだと定義されている。この際、銅は貿易上では卑金属だが、化学的に見ると貴金属に分類される。

## 活用
- アルミニウムは卑金属の中でも最も軽い元素で、航空機や自動車の製造に不可欠となっている[4][12]。
- 銅は高い電気伝導率と可鍛性から配管や電気配線に使われる最も一般的な金属となっている[12]。
- 亜鉛は空気にさらしても腐食しないため、鋼鉄の亜鉛めっきコーティングに使用されている[12]。

## 日本の卑金属
産出量が少なかったり、環境問題などから生産コストが見合わなかったりするため、日本は国内で消費される卑金属のほぼ100%を輸入に頼っている。